# Koos
Koos es la mayor de varias pequeñas islas en la bahía de Greifswald, en el estado de Mecklemburgo-Pomerania Occidental, al norte del país europeo de Alemania. Tiene una superficie de 772 hectáreas y una altitud máxima de poco más de tres metros.  La isla es una reserva natural, en gran parte deshabitada, con acceso restringido. Está separada del continente por Kooser Bucht y Kooser Ver, dos bahías conectadas por un estrecho pequeño, Beek. 
En 1241, Barnuta, príncipe de Rügen, otorgó Koos (en ese entonces "Chosten") a la abadía de Eldena (entonces, "Hilda"), más tarde se convirtió en una posesión de la ciudad hanseática de Greifswald, situada a pocos kilómetros hacia el sur. En el siglo XVII se instalaron algunos asentamientos holandeses que habían desaparecido en el siglo XVIII. Koos es administrado por la cercana ciudad de Greifswald.